# Клавье (коммуна)
Клавье́ (фр. Claviers) — коммуна на юго-востоке Франции в регионе Прованс — Альпы — Лазурный берег, департамент Вар, округ Драгиньян, кантон Флейоск.
Площадь коммуны — 15,9 км², население — 688 человек (2006) с тенденцией к стабилизации: 613 человек (2012), плотность населения — 39,0 чел/км².

## Население
Население коммуны в 2011 году составляло — 575 человек, а в 2012 году — 613 человек.
| 1962 | 1968 | 1975 | 1982 | 1990 | 1999 | 2004 | 2006 | 2009 | 2011 | 2012 |
| ---- | ---- | ---- | ---- | ---- | ---- | ---- | ---- | ---- | ---- | ---- |
| 316  | 359  | 404  | 469  | 597  | 553  | 682  | 688  | 606  | 575  | 613  |

Динамика населения:

## Экономика
В 2010 году из 335 человек трудоспособного возраста (от 15 до 64 лет) 212 были экономически активными, 123 — неактивными (показатель активности 63,3 %, в 1999 году — 59,9 %). Из 212 активных трудоспособных жителей работали 185 человек (100 мужчин и 85 женщин), 27 числились безработными (14 мужчин и 13 женщин). Среди 123 трудоспособных неактивных граждан 24 были учениками либо студентами, 50 — пенсионерами, а ещё 49 — были неактивны в силу других причин.
На протяжении 2010 года в коммуне числилось 296 облагаемых налогом домохозяйств, в которых проживало 604,0 человека. При этом медиана доходов составила 15 тысяч 204 евро на одного налогоплательщика.

## Фотогалерея

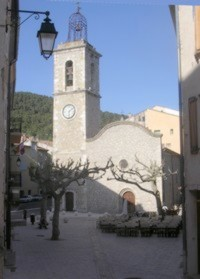
Колокольня с часами